# Готанда (станция)

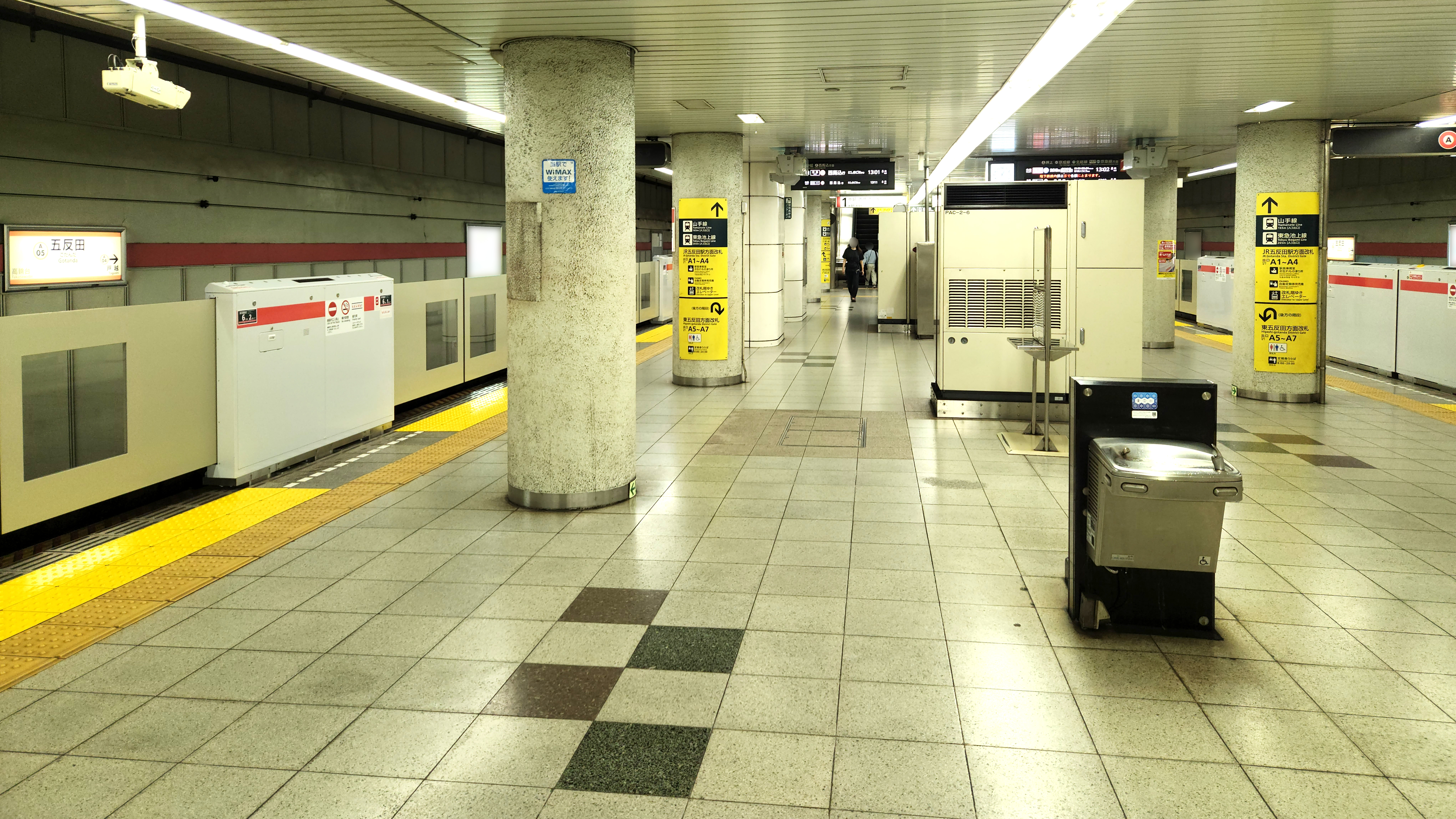
Платформа линии Асакуса

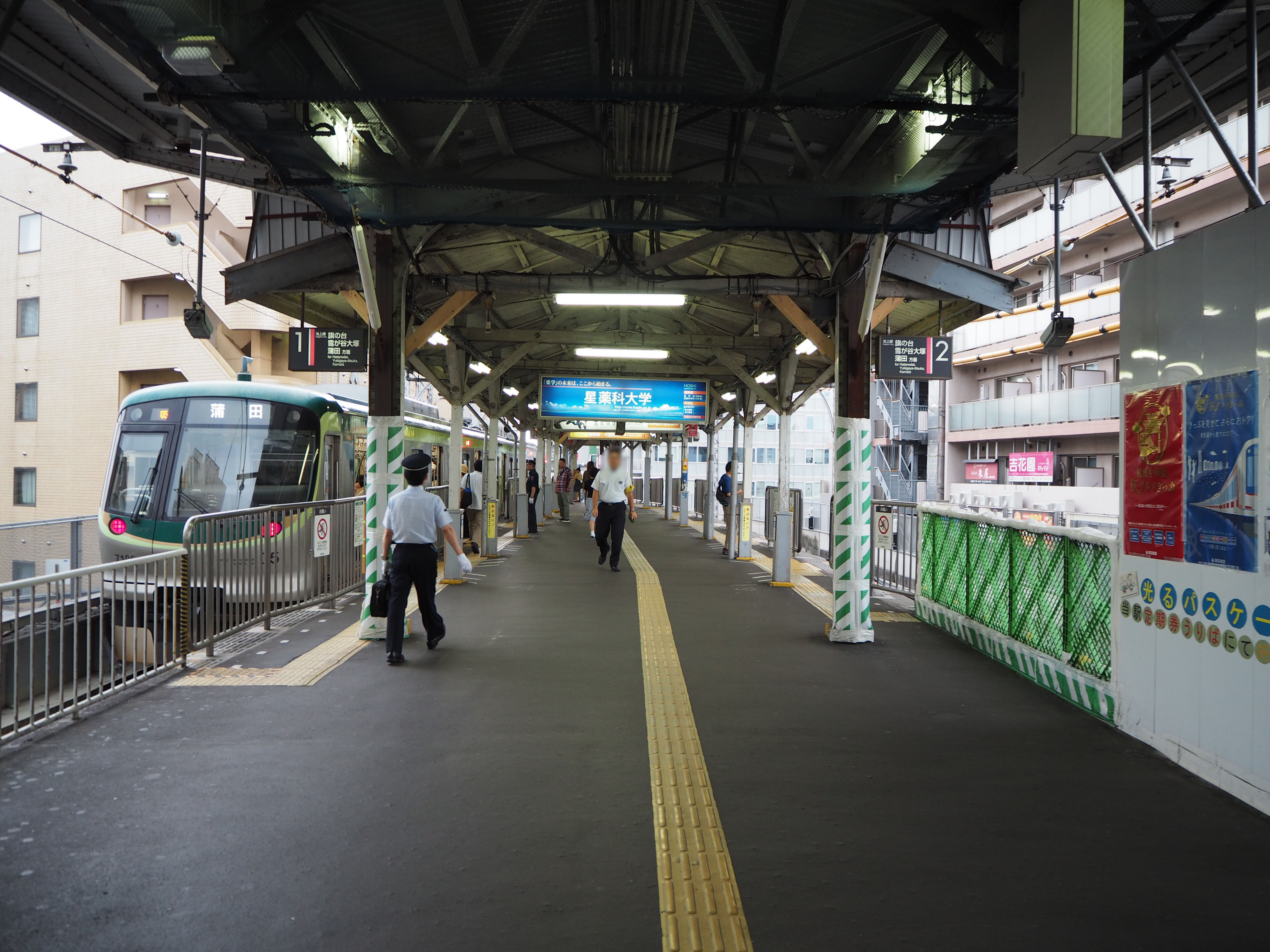
Платформа линии Икэгами

Станция Готанда (яп. 五反田駅 готанда эки) — железнодорожная станция на линиях Яманотэ, Икэгами и Асакуса, расположенная в специальном районе Синагава в Токио. Станция обозначена номером A-05 на линии Асакуса. На станции установлены автоматические платформенные ворота.

## Линии
- East Japan Railway Company
  - Линия Яманотэ
- Tokyo Metropolitan Bureau of Transportation
  - Линия Асакуса
- Tokyu Corporation
  - Линия Икэгами

## Планировка станции

### Линия Яманотэ
Одна платформа островного типа и два пути.
| 1 | ■ Линия Яманотэ | Синагава ・ Токио ・ Уэно      |
| 2 | ■ Линия Яманотэ | Сибуя ・ Синдзюку ・ Икэбукуро |

### Линия Асакуса
Одна платформа островного типа и два пути.
| 1 | ■ Линия Асакуса | Ниси-Магомэ                       |
| 2 | ■ Линия Асакуса | Сэнгакудзи ・ Нихонбаси ・ Осиагэ |

### Линия Икэгами
Одна платформа островного типа и два пути.
| 1・2 | ■ Линия Икэгами | Хатанодай ・Юкигая-Оцука ・ Камата |

## Близлежащие станции
| «                |  | Линия         |  | »               |
| ---------------- |  | ------------- |  | --------------- |
| Мэгуро           |  | Линия Яманотэ |  | Осаки           |
| Таканавадай      |  | Линия Асакуса |  | Тогоси          |
| Конечная станция |  | Линия Икэгами |  | Осаки-Хирокодзи |